# Rhinoclemmys pulcherrima
Espèce
Synonymes
- Emys pulcherrimus Gray 1856
- Emys incisa Bocourt, 1868
- Rhinoclemmys frontalis Gray, 1873
- Rhinoclemmys bocourtii Gray, 1873
- Geoemyda manni Dunn, 1930
- Callopsis pulcherrima rogerbarbouri Ernst, 1978

Rhinoclemmys pulcherrima est une espèce de tortues de la famille des Geoemydidae.

## Répartition
Cette espèce se rencontre :
- Rhinoclemmys pulcherrima incisa se rencontre au Salvador, au Guatemala, au Honduras, au Nicaragua et au Mexique dans les États du Chiapas et d'Oaxaca ;

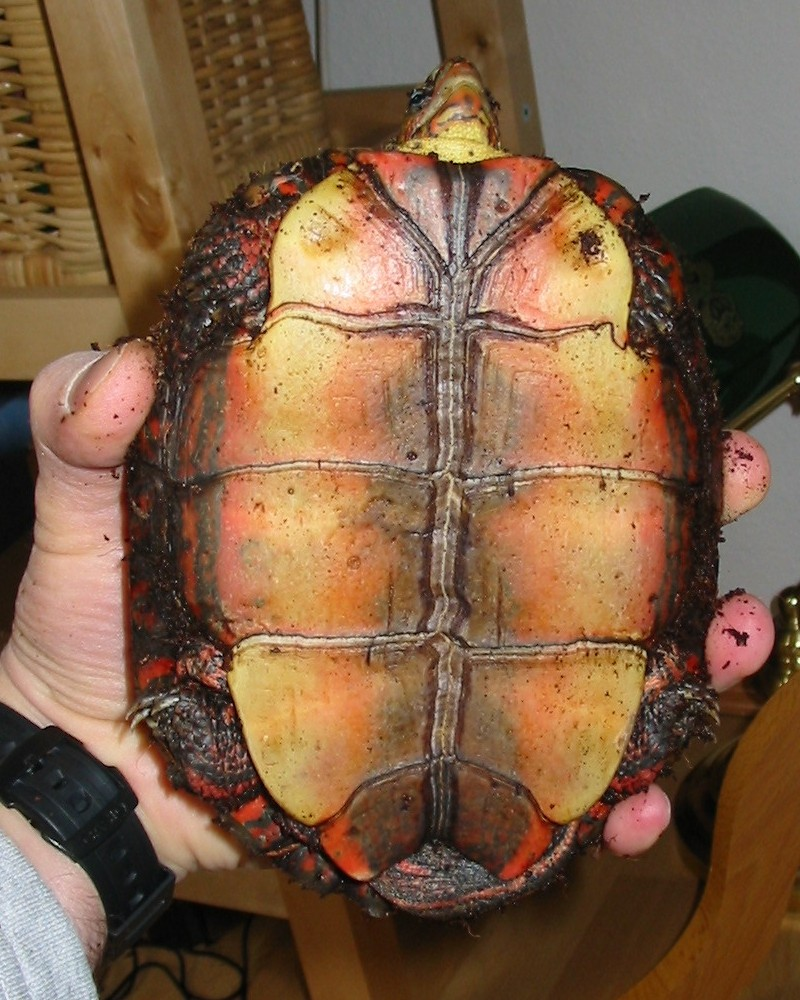
Rhinoclemmys pulcherrima incisa

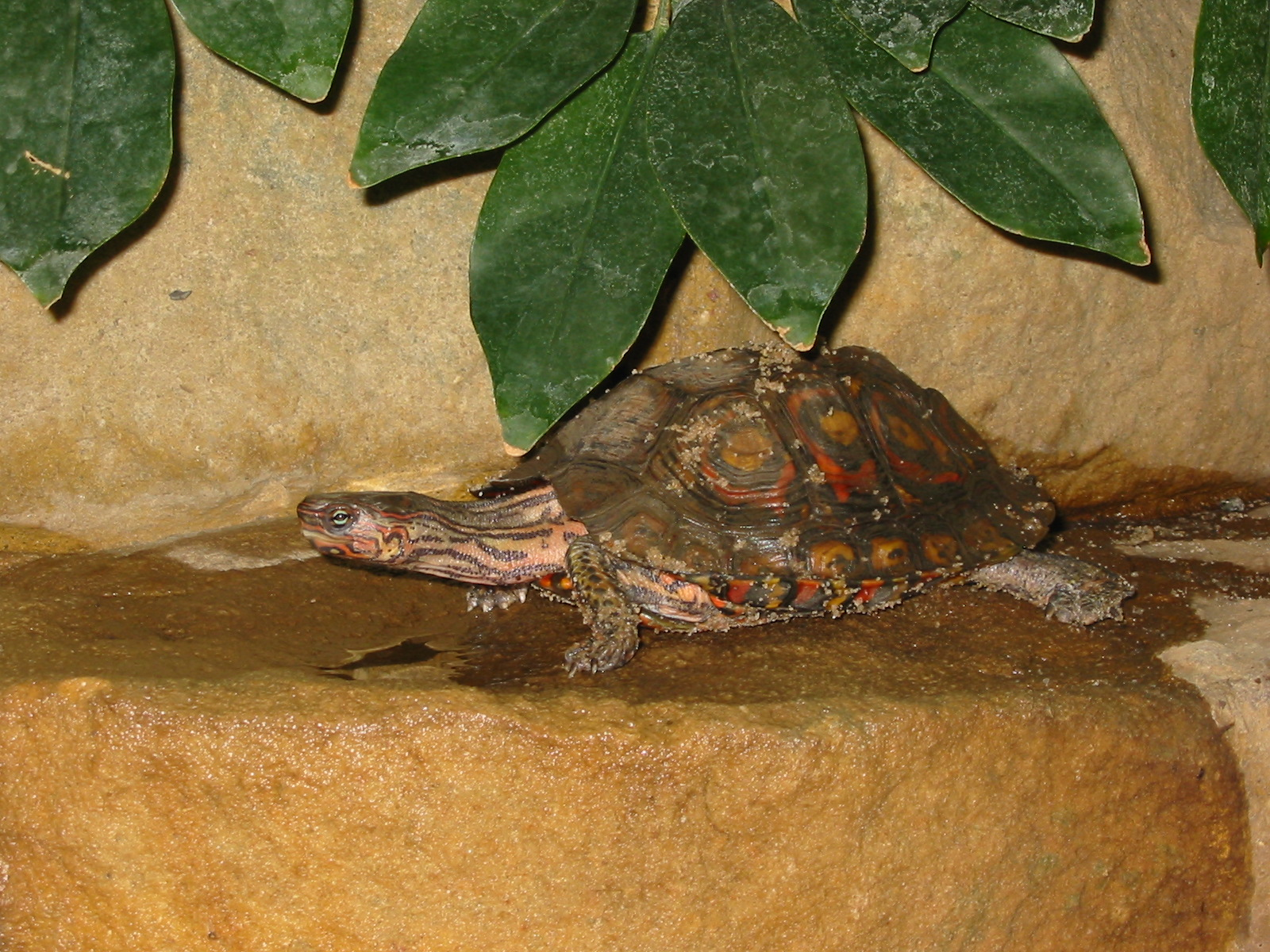
Rhinoclemmys pulcherrima manni

- Rhinoclemmys pulcherrima manni se rencontre au Costa Rica et au Nicaragua ;
- Rhinoclemmys pulcherrima pulcherrima se rencontre au Mexique dans les États de Guerrero et d'Oaxaca ;
- Rhinoclemmys pulcherrima rogerbarbouri se rencontre au Mexique dans les États de Colima, de Jalisco, de Nayarit, de Sinaloa et de Sonora.

## Liste des sous-espèces
Selon TFTSG (8 janvier 2013) :
- Rhinoclemmys pulcherrima incisa (Bocourt, 1868)
- Rhinoclemmys pulcherrima manni (Dunn, 1930)
- Rhinoclemmys pulcherrima pulcherrima (Gray, 1856)
- Rhinoclemmys pulcherrima rogerbarbouri (Ernst, 1978)

## Publications originales
- Bocourt, 1868 : Description de quelques chéloniens nouveaux appartenant a la faune Mexicaine. Annales des Sciences Naturelles, Zoologie et Paléontologie, Paris, ser. 5, vol. 10, p. 121–122 (texte intégral).
- Dunn, 1930 : A new Geoemyda from Costa Rica. Proceedings of the New England Zoological Club, vol. 12, p. 31–34.
- Ernst, 1978 : A revision of the neotropical turtle genus Callopsis (Testudines: Emydidae: Batagurinae). Herpetologica, vol. 34, no 2, p. 113–134.
- Gray, 1856 "1855" : Catalogue of Shield Reptiles in the Collection of the British Museum. Part I. Testudinata (Tortoises). British Museum, London, p. 1-79 (texte intégral).